# As-Sajjad
As-Sajjad (arab. الصياد) – wieś w Syrii, w muhafazie Hama. W 2004 roku liczyła 394 mieszkańców.